# Atliaca
Atliaca är en ort i Mexiko.   Den ligger i kommunen Tixtla de Guerrero och delstaten Guerrero, i den södra delen av landet, 200 km söder om huvudstaden Mexico City. Atliaca ligger 1 291 meter över havet och antalet invånare är 6 766.
Terrängen runt Atliaca är huvudsakligen kuperad, men norrut är den bergig. Atliaca ligger nere i en dal. Runt Atliaca är det ganska tätbefolkat, med 80 invånare per kvadratkilometer. Närmaste större samhälle är Chilpancingo de los Bravo, 17,8 km sydväst om Atliaca. I omgivningarna runt Atliaca växer huvudsakligen savannskog.